# Військова сільська рада
| Військова сільська рада — орган місцевого самоврядування у Солонянському районі Дніпропетровської області з адміністративним центром у с. Військове. Сільській раді підпорядковані населені пункти: - с. Військове - с. Вовніги - с. Гроза - с. Калинівка - с. Петро-Свистунове |

## Склад ради
Рада складається з 16 депутатів та голови.

## Керівний склад сільської ради
| ПІБ                         | Основні відомості                                                                             | Дата обрання | Дата звільнення |
| --------------------------- | --------------------------------------------------------------------------------------------- | ------------ | --------------- |
| Гедо Петро Петрович         | Сільський голова, 1947 року народження, освіта, член Всеукраїнського об'єднання «Батьківщина» | 26.03.2006   | 17.07.2007      |
| Плахота Олена Олександрівна | Сільський голова, 1968 року народження, освіта, позапартійна                                  | 16.03.2008   | 31.10.2010      |
| Сьомак Олександр Іванович   | Сільський голова, 1966 року народження, освіта середня спеціальна, безпартійний               | 31.10.2010   |                 |

Примітка: таблиця складена за даними джерела